# Mike Pelyk
Michael Joseph « Mike Mikita » Pelyk (né le 27 septembre 1947 à Toronto en Ontario) est un joueur de hockey sur glace professionnel qui joua dans la Ligue nationale de hockey pour les Maple Leafs de Toronto. Il fut choisi par les Leafs au 3e tour du repêchage amateur de la LNH 1964, 17e au total.